# 阿久澤騰
阿久澤 騰（あくざわ のぼる、1973年7月 - ）は、日本の企業広報・マーケティング担当者。外国人向け日本語学習書の著者。日本大学大学院非常勤講師。

## 来歴
群馬県生まれ。日本大学芸術学部文芸学科卒業。日本大学大学院博士後期課程単位取得満期退学。ロータリー財団国際親善奨学生として英国バーミンガム大学大学院で学び、修士号取得。
日本大学芸術学部助手として勤務した後、企業の広報・マーケティング担当者としての道を歩む。
株式会社ファランクス 経営企画室、株式会社I&S BBDO PR マネージャーを経て、現在はフランクリン・コヴィー・ジャパン株式会社マーケティング・チーム・マネージャー。
また、日本語を学ぶ外国人向け学習書Japanese Sentence Patterns Training Bookシリーズを出版し、累計販売部数は2022年に5,500部を突破した。

## 著書
- Japanese Short Stories & Essays For language learners(Amazon Service International) 2021年
- Japanese "Question" Sentence Patterns Training Book(Amazon Service International) 2020年
- Japanese Sentence Patterns Training Book for JLPT N1(Amazon Service International) 2019年
- Japanese Sentence Patterns Training Book for JLPT N2(Amazon Service International) 2018年
- Japanese Sentence Patterns Training Book for JLPT N3(Amazon Service International) 2018年
- Japanese Sentence Patterns Training Book for JLPT N4(Amazon Service International) 2017年
- Japanese Sentence Patterns Training Book for JLPT N5(Amazon Service International) 2017年

### 共著
- 『メディア・リテラシー』（2008年、静岡学術出版）
- 『芸術メディアの視座』（2008年、タイケン）